# Блажиньский, Лешек
Лешек Блажиньский (пол. Leszek Błażyński, 5 марта 1949, Элк, Польша — 6 августа 1992, Катовице, Польша) — польский боксёр-любитель, чемпион Европы (1977 года). Призёр Олимпийских игр 1972 и 1976 годов. Двукратный чемпион Польши (1971 и 1973 годов).